# Nostrand Avenue Line
De Nostrand Avenue Line, is een van de IRT metrolijntrajecten van de metro van New York. De lijn met zeven stations ligt volledig op het grondgebied van de borough Brooklyn. De buitenste twee sporen van de Eastern Parkway Line takken af in de buurt van Rogers Avenue en draaien zuidwaarts naar Nostrand Avenue. De lijn werd geopend op 23 augustus 1920.
De Nostrand Avenue Line wordt gebruikt door lijn 2 en lijn 5. Lijn 2 rijdt 24 uur per dag, lijn 5 rijdt alleen tijdens de spits door naar Flatbush Avenue.
 ·  ·  ·  ·  ·  ·  ·  ·  · 